# ميني ريسينغ أون لاين
MiniRacingOnline هي لعبة مجانية صممها فيسنتي ماس مورانت ، المعروف أيضًا باسم "Kotai" ، في عام 2003 ، بشكل أساسي كلعبة سباق الفورمولا واحد. كانت اللعبة مستوحاة من اختبار السرعة في حلبة ريكاردو تورمو في تشيستي ، فالنسيا.

## سيارات
هناك العديد من المركبات التي يمكن تنزيل بعضها على موقع MRO. تختلف هذه السيارات من NASCAR إلى Formula 1. عندما تقوم بتحميل اللعبة لأول مرة لديك حزمة سيارة F1 تم تحميلها بالفعل بالإضافة إلى سيارة MRO F1. يمكنك إنشاء سياراتك الخاصة باستخدام برنامج خارجي لتحرير الصور (Adobe Photoshop ، GIMP ، إلخ.) تأتي السيارات مزودة بجلسات تحدد الذكاء الاصطناعي لسلوك السيارات وخصائصها التي يمكن إنشاؤها أيضًا مثل السيارات قبل تحميلها على الموقع.

## الدوائر
هناك 6 صفوف تنظم كل المسارات. هم General و F1 (Formula 1) و Micro و Karting و NASCAR و Rally. تشرح كل رتبة نفسها ، ولكن كانت هناك مشكلات سابقة تتعلق بالمسارات العامة والجزئية. الرتبة العامة هي الرتبة التي تحتوي على جميع المسارات التي لا تتناسب مع الرتب الأخرى. المسارات المصغرة هي مسارات يستخدمها معظم الأشخاص في المسرحيات المحلية [متعددة اللاعبين]. يمكن أيضًا إنشاء المسارات باستخدام برامج خارجية لتحرير الصور ، ويمكنك استخدام "Track Editor" في اللعبة لتطبيق فيزياء الأرض المختلفة ، مثل الطين والرمل وبالطبع مدرج المطار.

### المميزات
لدى Miniracingonline العديد من الإصدارات والميزات. تتأثر معظم هذه الميزات بشدة بقواعد Formula 1 وأي تغييرات في القواعد تحدث على مر السنين. على سبيل المثال ، تتميز اللعبة بميزة KERS (Kinetic Energy Recovery System) لجميع سيارات F1 كنتيجة لتقديم KERS في موسم 2009 من بطولة Formula 1. تشمل الميزات الأخرى للعبة وضع التأهيل والممارسة والسباق والوقت التجريبي. وتتضمن الإصدارات الحديثة DRS (نظام تقليل السحب). يتكون Miniracingonline أيضًا من لاعبين محليين ومتعددين عبر الإنترنت.

### متعددة محلية
يمكنك إنشاء أكثر من ملف تعريف حتى تتمكن من اللعب محليًا مع صديق على جهاز كمبيوتر واحد. يُقال إن المسارات الدقيقة هي الأفضل لهذا الوضع ، ولكن هناك خيارًا يمكنك تعيينه يسمى «الدقة الموسعة» لرؤية المسارات الأكبر قليلاً بشكل أفضل.

### متعددة اللاعبين العالمية
وضع اللعب الجماعي العالمي هو الوضع الأكثر شيوعًا في اللعبة ، كما قال العديد من اللاعبين. يمكن أن يكون هناك 2-32 سائق أو طيار في وقت واحد في السباق. يمكنك أيضًا إعداد البطولات باستخدام هذا الوضع.

## روابط خارجية
- [http://www.miniracingonline.com/موقع اللعبة الرسمي]
- [http://miniracingonline.com/descargas.php تنزيل موقع الويب (اللعبة وحزم المسار والسيارة)]
- [http://www.remakesonline.com/images/noticias/pascalgamermagazine3b.png Pascal Gamer Magazine الفائز في مسابقة لقطة الشاشة ، MiniRacingOnline]
- [https://web.archive.org/web/20130508164030/http://www.gameprotv.com/index.php?s=leer_noticia&id=1161 مقالة ميزة GameProTV على MiniRacingOnline]
- [http://www.miniracingonline.com/queesmro.php يشرح Vicente Mas Morant خلفية MiniRacingOnline وتاريخه في التنمية.] Vicente Mas Morant explains MiniRacingOnline's background and history in development.

- ] http://www.miniracingonline.com/ موقع اللعبة الرسمي]